# Шарканское (сельское поселение)
Шарканское — упразднённое муниципальное образование со статусом сельского поселения в Шарканском районе Удмуртии Российской Федерации.
Законом Удмуртской Республики от 28 апреля 2021 года № 36-РЗ упразднено в связи с преобразованием Шарканского района в муниципальный округ.
Административный центр — село Шаркан.

## История
Статус и границы сельского поселения установлены Законом Удмуртской Республики от 13 апреля 2005 года № 11-РЗ «Об установлении границ муниципальных образований и наделении соответствующим статусом муниципальных образований на территории Шарканского района Удмуртской Республики».

## Население
| 2010  | 2012  | 2013  | 2014  | 2015  | 2016  | 2017  |
| ----- | ----- | ----- | ----- | ----- | ----- | ----- |
| 7673  | ↘7575 | ↘7574 | ↗7601 | ↗7704 | ↗7746 | ↘7728 |
| 2018  | 2019  | 2020  | 2021  |       |       |       |
| ↗7779 | ↗7860 | ↗7901 | ↗8453 |       |       |       |

## Состав сельского поселения
| №  | Населённый пункт | Тип населённого пункта       | Население |
| -- | ---------------- | ---------------------------- | --------- |
| 1  | Бакино           | деревня                      | ↗16       |
| 2  | Большой Билиб    | деревня                      | ↘54       |
| 3  | Кипун            | деревня                      | ↗495      |
| 4  | Куреггурт        | деревня                      | ↗35       |
| 5  | Малый Билиб      | деревня                      | →84       |
| 6  | Мукабан          | деревня                      | →4        |
| 7  | Пужьегурт        | деревня                      | →4        |
| 8  | Сушково          | деревня                      | ↗38       |
| 9  | Титово           | деревня                      | →199      |
| 10 | Шаркан           | село, административный центр | ↗7417     |
| 11 | Шонер            | деревня                      | ↘123      |